# Apol·lodor de Cumes
Apol·lodor de Cumes (grec antic: Ἀπολλόδωρος, llatí: Apollodorus), fou un escriptor grec de qui es deia que havia estat el primer gramàtic i crític, tal com diu Climent d'Alexandria. Plini el Vell (Naturalis Historia VII, 37) explica que la seva fama va ser tan gran que va ser honorat per la Lliga Amfictiònica dels grecs.